# Arthur Bradfield Fairclough
‎Arthur Bradfield Fairclough, kanadski letalski častnik, vojaški pilot in letalski as, * 25. julij 1896, Toronto, Ontario, Kanada, † 9. december 1968.
Stotnik Fairclough je v svoji vojaški službi dosegel 19 zračnih zmag.

## Življenjepis
Med prvo svetovno vojno je bil pripadnik Kraljevega letalskega korpusa.

## Odlikovanja
- Military Cross (MC)